# Titres des Grimaldi de Monaco

Armoiries de Monaco.

L'annuaire officiel de la principauté de Monaco indique que le chef d'État monégasque porte les titres suivants :
Son Altesse Sérénissime le prince souverain de Monaco, duc de Valentinois, marquis des Baux, comte de Carladès, baron de Calvinet et du Buis, seigneur de Saint-Rémy, sire de Matignon, comte de Torigni, baron de Saint-Lô, de la Luthumière et de Hambye, duc de Mazarin, duc de Mayenne, prince de Château-Porcien, baron de Massy, comte de Ferrette, de Belfort, de Thann et de Rosemont, baron d'Altkirch, seigneur d'Issenheim, marquis de Chilly, comte de Longjumeau et marquis de Guiscard.
Tous ces titres ont été reçus par la maison de Monaco, avec leurs terres, à des époques différentes et de manières différentes. Les titres français sont considérés comme éteints en France depuis 1949. Pour en comprendre l'origine, il faut tout d'abord les différencier selon l'autorité qui les a conférés.

## Titres italiens
Les seigneurs de Monaco possédaient des fiefs italiens, en territoire espagnol dont ils furent privés lors du retournement d'alliance de 1642 en faveur de la France. Le plus fameux était le marquisat de Campagna dans le royaume de Naples. À la suite de cette confiscation, le prince Honoré II remit ses insignes de la Toison d'Or. Ces titres ne leur appartiennent plus et ne sont donc plus mentionnés.

## Titres espagnols
Les Grimaldi possédaient également des titres en Espagne, à l'époque du protectorat espagnol sur Monaco. Ayant perdu leurs fiefs de la péninsule Ibérique lorsque le protectorat fut accordé à la France, ils reçurent en contrepartie de nouveaux fiefs français.
Charles III et Albert Ier avaient reçu la dignité de grand d'Espagne de 1re classe.

## Titres français
En dehors de celui de Prince de Monaco, tous les titres de noblesse français portés par l'actuelle famille de Monaco sont considérés comme éteints depuis 1949 (décès de Louis II de Grimaldi). En effet, ils se transmettent comme la noblesse par filiation masculine et légitime, ou à défaut doivent faire l'objet d'une nouvelle érection.

### Titres accordés par Louis XIII
Honoré II Grimaldi fut le premier seigneur de Monaco à être reconnu prince souverain[réf. nécessaire] par Louis XIII en 1642, ce qui lui assurait le rang de prince étranger à la Cour de France. En plus du titre de prince, il reçut le droit de porter la qualification d'Altesse sérénissime[réf. nécessaire].
En application du traité de Péronne, Louis XIII érigea les terres du Valentinois en duché-pairie héréditaire de Valentinois. Par le même traité, le roi lui donnait le comté de Carladès (comprenant la baronnie de Calvinet) ainsi que les baronnies des Baux, du Buis et la seigneurie de Saint-Rémy-de-Provence. Des lettres patentes prises en janvier 1643 précisent que le duché est héréditaire par les filles à défaut de mâle, mais pas la pairie. Les deux baronnies des Baux et du Buis, ainsi que la seigneurie de Saint-Rémy, furent érigées en marquisat héréditaire en faveur de son fils.
Louise-Hippolyte de Monaco fut la seule héritière de la principauté au décès de son père, mais mourut en couches ou de la variole la même année. C'est son mari, Jacques de Goyon de Matignon qui porta le titre de prince de Monaco, et la terre de Valentinois fut à nouveau érigée en duché-pairie héréditaire en sa faveur, et en celle de ses descendants mâles, par lettres patentes de Louis XV datées de décembre 1715.

### Titres héréditaires de Jacques de Goyon de Matignon
Jacques de Goyon de Matignon adopta, pour lui et ses descendants le nom et les armes des Grimaldi. Cependant, il conserva les titres héréditaires qui lui étaient propres comme ceux de sire de Matignon, comte de Torigni, baron de Saint-Lô, baron de La Luthumière, baron de Hambye.
Les titres, créés par les rois de France se transmettaient selon les lois et usages français de la noblesse, par filiation légitime, de préférence aînée et masculine.
Ces titres se sont transmis jusqu'en 1949, date de la mort de Louis II de Monaco, sans postérité légitime, ni proches parents susceptibles de se substituer.
Il laissait une fille naturelle, Charlotte de Monaco, qui parvint à hériter du patrimoine de la principauté en étant adoptée. Mariée en 1920 au comte Pierre de Polignac, elle fut la mère du prince Rainier III.
De ce fait, l'actuelle famille de Monaco n'est plus considérée comme noble en France qu'en tant que branche cadette des Polignac, et les titres français qu'elle porte sont définitivement éteints.

### Titres du cardinal Mazarin

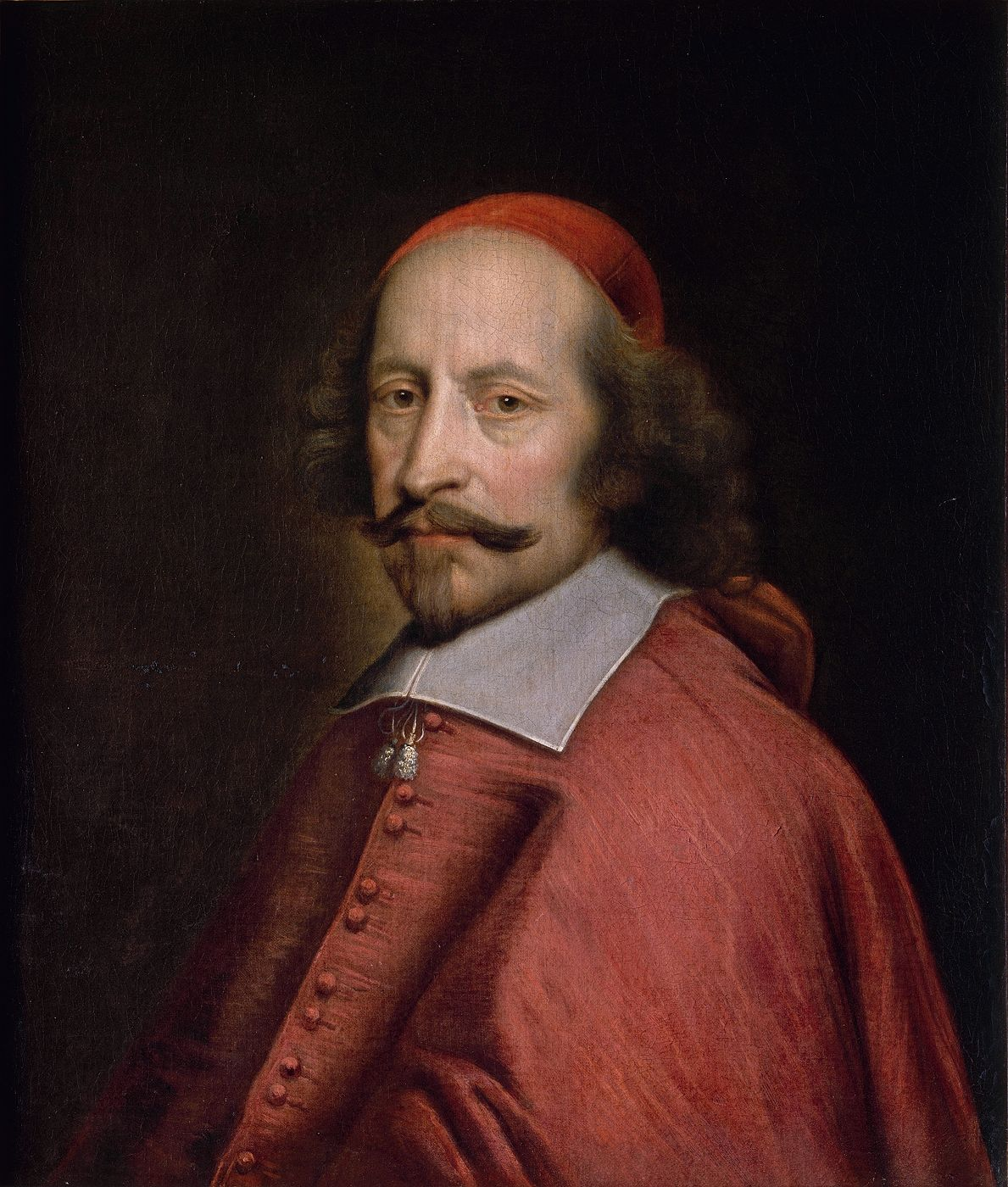
Mazarin était l'oncle d'une ancêtre des Grimaldi.

Le cardinal Mazarin possédait de nombreux titres, parmi lesquels ceux de duc de Mazarin, duc de Mayenne, prince de Château-Porcien, comte de Ferrette, de Belfort, de Thann et de Rosemont, baron d'Altkirch, seigneur d'Issenheim, et marquis de Guiscard qu'il offrit en dot à sa nièce, Hortense Mancini, quand elle épousa  le duc de la Mailleraye.
Ce dernier tenait de son grand-père maternel, le marquis d'Effiat, les titres de marquis de Chilly, comte de Longjumeau et baron de Massy.
L'ensemble de ces titres pouvaient se transmettre par les femmes en cas d'absence d'héritier mâle[réf. nécessaire]. Cela se produisit plusieurs fois et c'est Louise d'Aumont, arrière-petite-fille de ce couple qui en hérita. En épousant le prince Honoré IV de Monaco, ses successeurs purent y prétendre à leur tour, et ce, jusqu'en 1949.
En effet, quand Rainier III, fils de la fille illégitime de Louis II de Monaco accéda au pouvoir en 1949, il les reprit également. Cependant, c'était en toute irrégularité car ces titres étaient non transmissibles par bâtardise. Logiquement, c'est le duc d'Urach, descendant de l'éphémère roi Mindaugas II de Lituanie, et descendant de Louise d'Aumont, qui en serait l'actuel détenteur légitime. Mais les Urach, en renonçant à leurs droits sur Monaco semblent aussi avoir renoncé aux autres titres.

### Titres de Pierre de Polignac

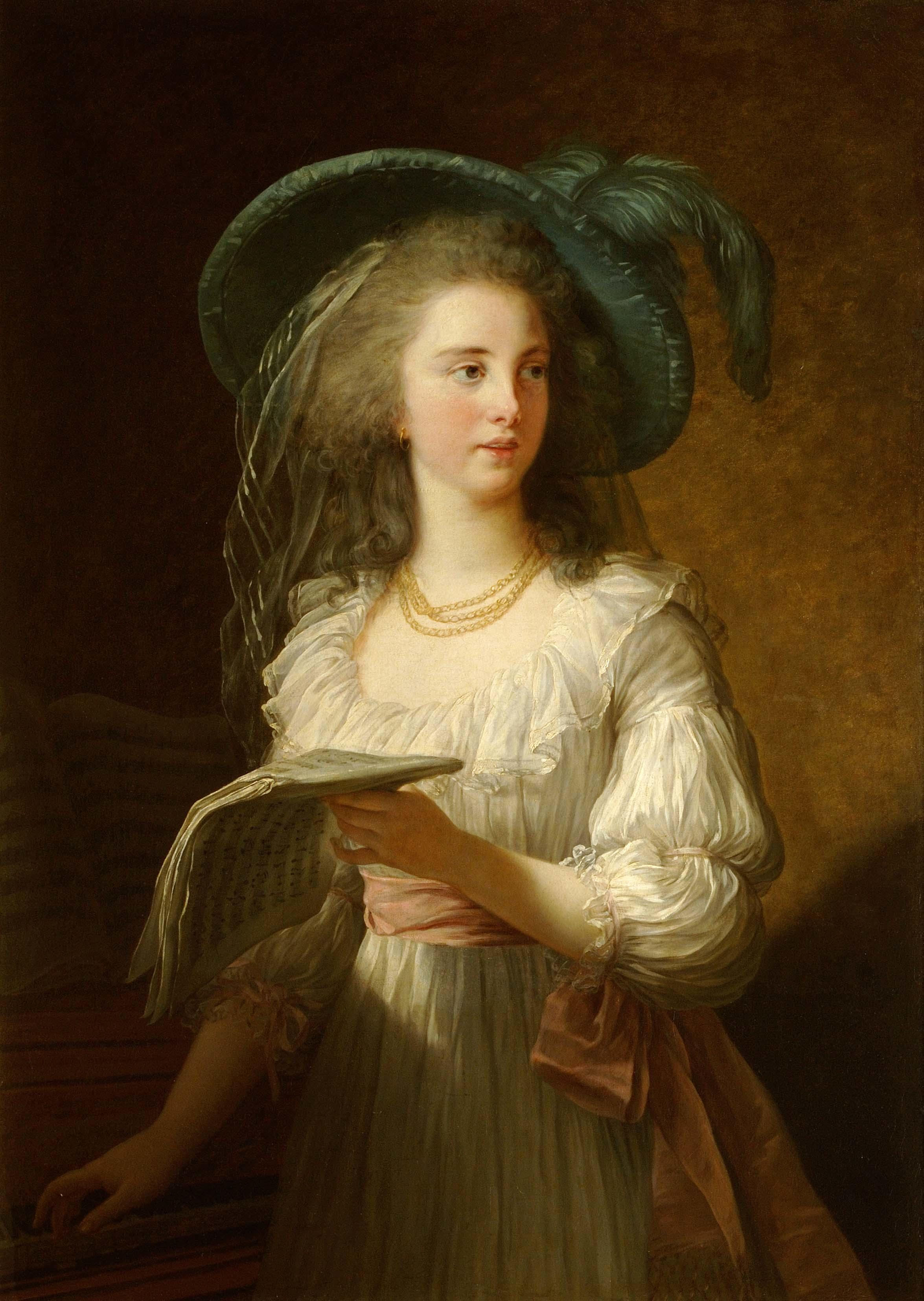
Yolande de Polastron (1749-1793), duchesse de Polignac, quadrisaïeule de Pierre de Polignac (1894-1964).

Le père de Rainier III était Pierre de Polignac, quatrième fils de Maxence, dit comte de Polignac. Avec son mariage, il quitta son nom pour prendre celui de Grimaldi et porta le titre (monégasque et non français) de duc de Valentinois. Du reste, la famille de Polignac continue d'exister.

## Titres monégasques
La principauté de Monaco est membre de l'Organisation des Nations unies depuis 1993. Son chef d'État peut créer des titres et distinctions, comme le prévoit la constitution de Monaco de 1962 qui stipule en son article 16 : « Le Prince confère les ordres, titres et autres distinctions. »
Les princes de Monaco ont parfois créé des titres pour des membres de leur famille et il leur arrive de reprendre des titres que portait l'ancienne famille de Monaco dont ils ont hérité. Ainsi, le prince Florestan Ier, frère cadet du prince Honoré V, a porté le titre de comte Grimaldi de Monaco en raison de son mariage de rang inférieur. Albert Ier a donné à sa petite-fille Charlotte Grimaldi, le titre de Mademoiselle de Valentinois puis de duchesse de Valentinois. L'époux de celle-ci, Pierre de Polignac, fut titré duc de Valentinois. Honoré V de Monaco, avait donné à son fils illégitime le titre, devenu de courtoisie, de marquis des Baux.
Au XXe siècle, le prince Rainier III a attribué le titre de baronne de Massy à sa sœur Antoinette, et à sa descendance légitimée qui porte aujourd'hui de Massy comme patronyme. Il a également attribué le titre de marquis des Baux à son fils Albert, alors prince héréditaire.
Au XXIe siècle, le prince Albert II a attribué le titre de comtesse de Carladès à sa fille Gabriella. Il a également attribué le titre de marquis des Baux à son fils Jacques, prince héréditaire. En 2020, il concède le titre de baron de Massy à son cousin germain, Christian-Louis de Massy (né en 1949), fils de la princesse Antoinette de Monaco, et celui de baron Taubert, à Jean-Léonard Taubert de Massy, petit-fils de la princesse Antoinette.

## Armoiries
| Blason | Blasonnement : Fuselé d'argent et de gueules. |